# Sakura Wars
Sakura Wars (サクラ大戦, Sakura Taisen) é uma franquia midiática japonesa criada por Ouji Hiroi e Satoru Akahori, com character designer original de Kōsuke Fujishima e propriedade da empresa Sega. A franquia teve grande popularidade mais no Japão, do que nos Estados Unidos e no resto do mundo.

## Enredo
Sakura Wars é definida em um período fictício Taisho. Embora a história do cronograma alternativo é semelhante à do mundo real, uma diferença crucial reside na tecnologia, onde a maioria dos benefícios da era moderna de hoje são possíveis no início de 1900, com a utilização eficaz do vapor.

## Vendas
Entre 1996 e 2010 a série já havia vendido mais de 4,5 milhões de cópias mundo afora. Cada jogo lançado em consoles da Sega figura entre os títulos mais bem-vendidos do respectivo console. O primeiro lançamento foi um sucesso, com o estoque esgotando nas lojas horas após o lançamento. Sakura Wars 2 foi um dos títulos mais vendidos do console Saturn no Japão.

## Recepção
O site japonês 4Gamer.net descreveu a franquia como "lendária". Jenni Lada do TechnologyTell escreveu em 2009 que a série "desafiava gêneros". Em um artigo de 1999 na IGN o jornalista Anoop Gantayat descreveu Sakura Wars como "provavelmente um dos melhores jogos que nunca chegaram aos estados unidos", citando seu sucesso sem precedente dentro dos consoles da Sega.
O primeiro jogo, bem como lançamentos subsequentes da franquia, foi bem recebido por fãs e jornalistas no Japão. Na inauguração do CESA Awards, Sakura Wars ganhou o Grand Award, bem como os prêmios de melhor direção, melhor personagem, e melhor personagem coadjuvante. Sakura Wars 2 ganhou o Packaged Work Award de 1998 na Animation Kobe. A trilha sonora de Sakura Wars 4  ganhou o "Animation – Album of the Year" de 2003 no Japan Gold Disc Awards. Antes do seu lançamento, Sakura Wars era o segundo jogo mais desejado em uma enquete da Famitsu em 1996, atrás apenas de Final Fantasy VII. Todos os quatro primeiros jogos apareceram na lista da Famitsu de 2006 dos 100 melhores jogos de todos os tempos. Outra enquente bota os jogos do Sakura Wars entre os melhores das plataformas Saturn e Dreamcast.
No Brasil, o mangá de Sakura Wars é publicado pela Editora JBC.